# Arlen López
Arlen López Cardona (Guantánamo, 21 de febrero de 1993) es un boxeador cubano. En su carrera deportiva ostenta dos medallas de oro en Juegos Olímpicos en la categoría de los 75 kg, así mismo ha sido campeón mundial de boxeo aficionado en la misma categoría. A nivel regional ha logrado también medallas de oro en Juegos Panamericanos y Juegos Centroamericanos y del Caribe.

## Trayectoria
Inició en la práctica del boxeo a la edad de 10 años después de jugar al béisbol. Se educó en la Escuela de Iniciación Deportiva Escolar y el Centro de Alto Rendimiento Giraldo Córdova Cardín y el 2008 participó en los Juegos Nacionales Escolares en el que logró el tercer puesto de la categoría de los 50 kg. Su contendiente en semifinales fue Robeisy Ramírez ante el que cayó derrotado.
Para el 2009, en nivel júnior, se apuntó la victoria en las finales de los torneos de la Confederación Americana de Boxeo (AMBC) en Quito en los 57 kg, así como en el de la Asociación Internacional de Boxeo en Ereván. El 2010 su resultado más relevante fue el título juvenil de la AMBC, categoría 60 kg, en Santo Domingo (Cuba) y a finales de ese año pasó a formar parte del equipo nacional de mayores.
El 2014 comenzó a participar en la Serie Mundial de Boxeo, y además logró clasificar a los Juegos Centroamericanos y del Caribe de Veracruz. En el evento de los 75 kg se alzó con la medalla dorada al batir al mexicano Misael Rodríguez en las tres rondas, y su racha de triunfos continuó con el título nacional de Cuba al superar a Emilio Correa. Esa misma temporada ganó con su equipo Domadores de Cuba la Serie Mundial de Boxeo 2013-14.
Con este historial previo se presentó a los Juegos Panamericanos de Toronto donde también ganó la medalla dorada ante el colombiano Jorge Vivas. Nuevos títulos llegaron en lo que restaba de ese año en la AMBC y especialmente en su debut en el Campeonato Mundial de Boxeo Aficionado celebrado en Doha. En este evento superó al uzbeko Bektemir Melikuziev en las tres rondas por lo que se adjudicó el título mundial de la categoría de los 75 kg.
El 2016 se preparó para su debut en los Juegos Olímpicos que se celebraron en Río de Janeiro. Ya el diario Granma le consideraba como el boxeador de mejor forma de la representación cubana. En efecto, el guantanamero llegó a la final con dos peleas ganadas por decisión unánime más un nocaut técnico, y en la disputa por la medalla de oro se enfrentó nuevamente a Bektemir Melikuziev a quien derrotó de forma unánime en la puntuación de los tres asaltos.
Así resumió el período que culminó con la victoria olímpica: 

En dos años he logrado los títulos más preciados: mundial y olímpico. Y en los cuatro años alcancé todos los títulos de la AIBA que podemos aspirar, pues también fui monarca de la Serie Mundial. He logrado en poco tiempo lo que muchos deportistas no han podido en toda su carrera deportiva. Y eso me hace un boxeador feliz.

Ganó la medalla de oro en los Juegos Olímpicos de Tokio 2020 en la categoría de peso mediopesado.

## Cualidades técnicas
López es un boxeador ambidiestro, y su estatura de 1,78 m le favorece para mantener a distancia a los rivales con sus jabs. En sus propias palabras opta por la velocidad en los desplazamientos, además se considera versátil y esquivo en el cuadrilátero.

## Palmarés internacional
| Juegos Olímpicos | Juegos Olímpicos        | Juegos Olímpicos | Juegos Olímpicos |
| Año              | Lugar                   | Medalla          | Prueba           |
| ---------------- | ----------------------- | ---------------- | ---------------- |
| 2021             | Tokio (Japón)           | Medalla de oro   | Peso mediopesado |
| 2016             | Río de Janeiro (Brasil) | Medalla de oro   | Peso mediopesado |